# هيو هارت
هيو هارت (بالإنجليزية: Vaughan Hart)‏ هو كاتب بريطاني، ولد في 1960.